# Великий Пекарський Турнір
«Великий пекарський турнір» — це загальнонаціональне змагання на найкращу випічку. 12 учасників, які не є професіоналами, змагаються за звання Найкращого пекаря.
Зйомки проекту «Великий пекарський турнір» за всесвітньовідомим форматом «The Great British Bake off» стартують влітку 2013 року. У ефірі телеканалу 1+1 проект з'явиться восени 2013 року.
Оригінальний формат «The Great British Bake off» належить компанії BBC. Шоу вже було успішно адаптовано у Франції, Бельгії та Данії. А у 2013 році проект запускається в США, Австралії, Норвегії, Польщі та Україні.
У проекті змагаються 12 учасників, які не є професійними кулінарами. Випічка — це улюблена справа, що робить їх по-справжньому щасливими. Переможець «Великого пекарського турніру» отримає сертифікат на навчання у найпрестижнішій школі кулінарного мистецтва Le Cordon Bleu London. Дивіться «Великий пекарський турнір» скоро на 1+1!
У шоу «Великий пекарський турнір» відбулися зйомки епізоду за участю зірок. Лідія Таран, Тіна Кароль, Соломія Вітвіцька, Олег "Фагот" Михайлюта, Анатолій Єрема, Ніна Матвієнко, її дочка Тоня Матвієнко, а також Володимир Борисенко пекли тістечка і змагалися за звання найкращого зіркового кулінара.
Ведучий — Юрій Горбунов.
Продюсерська група 1+1 викладає фотографії з кастингу та викладатиме з ефірів в офіційному інстаграмі 1+1 [Архівовано 6 лютого 2014 у Wayback Machine.]
Журі: Серж Маркович (відомий сербський шеф-кухар, ресторатор. Ведучий кулінарних передач на російському ТБ. Автор кулінарних книг «Смак Моря» і «Риба. Різноманітність і простота», автор кулінарних майстер-класів на DVD).
Катерина Агронік (кондитер міжнародного рівня з досвідом роботи у Франції та США, власниця кондитерського ательє авторських тортів.
Ольга Ганущак (досвідчений знавець пекарського мистецтва, майстер виробничого навчання Львівського професійного ліцею харчових технологій та почесна хранителька традицій української випічки).